# Гленвил (Минесота)
Гленвил (енгл. Glenville) град је у америчкој савезној држави Минесота.

## Демографија
По попису из 2010. године број становника је 643, што је 77 (-10,7%) становника мање него 2000. године.
| Група             | 2000.       | 2010.       |
| Белци             | 711 (98,8%) | 621 (96,6%) |
| Афроамериканци    | 0 (0,0%)    | 0 (0,0%)    |
| Азијати           | 2 (0,3%)    | 5 (0,8%)    |
| Хиспаноамериканци | 5 (0,7%)    | 15 (2,3%)   |
| Укупно            | 720         | 643         |